# Abbàs (nom)
Abbàs (àrab: عباس, ʿAbbās) o, amb l'article inicial, al-Abbàs (àrab: العباس, al-ʿAbbās) és un nom masculí àrab que literalment significa ‘sever’ o ‘adust’ o, amb l'article inicial, ‘el sever’ o ‘l'adust’. Si bé Abbàs i, amb l'article, al-Abbàs són les transcripcions normatives en català del nom en àrab clàssic, també se'l pot trobar transcrit Abbas, Abbass... Quan, en la kunya, al-Abbàs és precedit de la particula Abu, aleshores pren la forma Abu-l-Abbàs, que també es pot trobar transcrita Abul Abbas, Abul-Abbas.
Com que un dels oncles del profeta Muhàmmad es deia al-Abbàs ibn Abd-al-Múttalib, epònim de la dinastia abbàssida, aquest nom també el duen molts musulmans no arabòfons que l'han adaptat a les característiques fòniques i gràfiques de la seva llengua: àzeri: Abbas; kurd: Ebbas; turc: Abbas…